# Aikidō Toho Iai
Aikido Toho Iai (auch als Nishio-Ryū oder Nishio Ryū bezeichnet) ist eine von Shōji Nishio begründete, auf dem Aikidō beruhende Stilrichtung des Iaidō. Es ist eine Verbindung von Körper- und Schwerttechniken.

## Geschichte
Durch seine  Erfahrung mit den Kampfkünsten  Karate, Judo und Jōdō entwickelte Shōji Nishio um 1970 das Aikido Toho Iai. Sein Meister Ueshiba Morihei betonte, wie wichtig es sei mit dem Schwert zu trainieren, um die Bewegungen des Aikidō besser verstehen zu können.

## Technik
Das Aikido Toho Iai wird von Anfängern zunächst mit dem Bokken ausgeführt. Fortgeschrittene Schüler dürfen auch ein stumpfes Iaitō verwenden. Die einzelnen Formen (Katas) werden einzeln immer wieder geübt. Es soll dabei besonders auf die Atmung, die korrekte Fußstellung und die Dynamik geachtet werden.
Es gibt fünfzehn verschiedene Iai-Formen. Abgesehen von der ersten und der letzten gibt es für jede eine Entsprechung im Aikido (Aikidō-Techniken):
| Nummer | Name             | Aikido-Form             |
| ------ | ---------------- | ----------------------- |
| 1.     | Shohatto Maegiri | -                       |
| 2.     | Uke Nagashi      | Ai Hanmi Ikkyō          |
| 3.     | Ushiro Giri      | Kaiten Nage             |
| 4.     | Zengo Giri       | Ai Hanmi Shiho Nage     |
| 5.     | Sayu Giri        | Gyaku Hanmi Shiho Nage  |
| 6.     | Tsuka Osae       | Gyaku Hanmi Nikyō       |
| 7.     | Tekubi Osae      | Ai Hanmi Nikyo          |
| 8.     | Kawashi Tsuki    | Jodan Tsuki Sankyo      |
| 9.     | Tsukekomi        | Jodan Tsuki Kote Gaeshi |
| 10.    | Tsume            | Irimi Nage              |
| 11.    | Sanpo            | Uchi Kaiten Sankyo      |
| 12.    | Shiho            | Yokomen Uchi Shiho Nage |
| 13.    | Nukiawase        | Yokomen Uchi Gokyo      |
| 14.    | Todome           | Yonkyo                  |
| 15.    | Suemonogiri      | -                       |